# Parassitismo (sociologia)

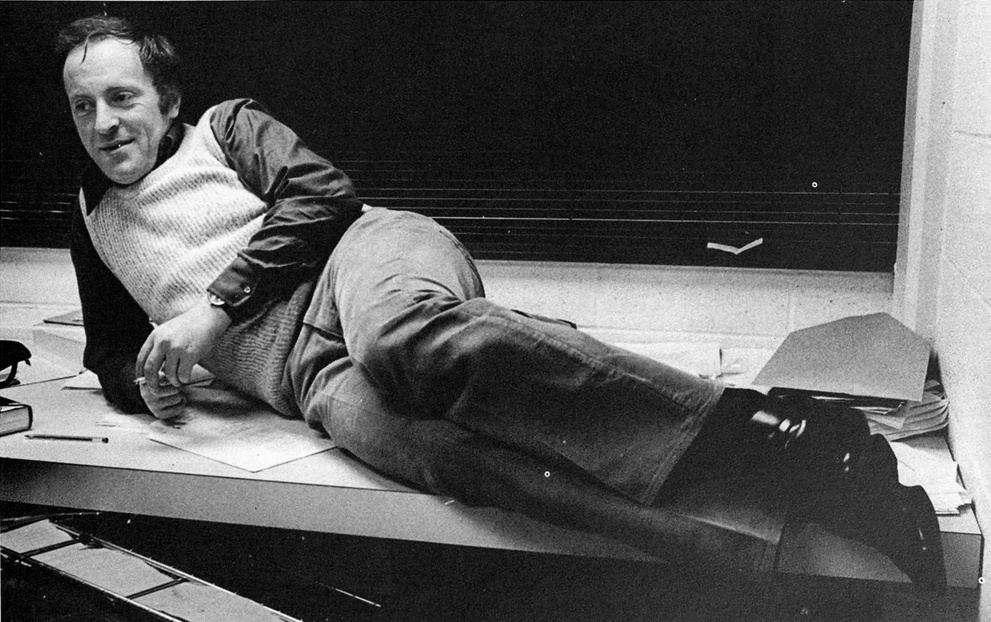
Iosif Aleksandrovič Brodskij (1940-1996) venne accusato nel 1964 e condannato a cinque anni di esilio da Leningrado verso l'Oblast di Arcangelo per "parassitismo sociale". Nel 1987 vinse il Nobel per la letteratura.

Parassitismo sociale è un dispregiativo usato contro un gruppo o una classe che si considera essere dannosa alla società. Il termine deriva dal greco antico παράσιτος (parásitos).
Per esempio, il poeta russo Iosif Aleksandrovič Brodskij fu accusato di parassitismo sociale dalle autorità sovietiche. Nel 1964 un processo ritenne che la sua lista di lavori saltuari e il suo ruolo di poeta non fossero un contributo sufficiente alla società.

## Uso
A seconda del punto di vista, il termine parassita sociale può descrivere gruppi o classi diverse:
- Per i socialisti sono i membri dei ceti alti. Ciò può essere osservato nel testo russo dell'inno socialista "L'internazionale", il quale include una citazione ai parassiti[3]
- Per i nazisti erano coloro che erano visti come sub-umani, i quali andavano eliminati.[4]
- In epoca contemporanea, e a detta di almeno un commentatore, "parassita sociale" potrebbe essere il nuovo paradigma sociale, che comporta la guerra di classe e lo sfruttamento dei processi elettorali, di una miriade di diversi paesi nel mondo.[5] Vedi Oligarchia, Cleptocrazia ed élite.

### Unione Sovietica
Nell'Unione Sovietica, la quale si dichiarava uno stato di lavoratori, ogni cittadino doveva lavorare fino all'età della pensione. Ne consegue che la disoccupazione fosse ufficialmente e teoricamente debellata. Chi si rifiutava di lavorare o studiare veniva accusato di parassitismo sociale (in russo: тунеядство?, тунеядцы).
Nel 1961, 130.000 persone vennero identificate come parassiti nell'URSS. Le accuse venivano mosse nella maggior parte dei casi a dissidenti e refusenik, molti dei quali intellettuali. Dal momento che i loro scritti erano considerati contro il regime, lo stato faceva sì che essi non trovassero lavoro. Al fine di evitare di essere processati per parassitismo, molti di loro si facevano assumere per lavori non specializzati, ma non particolarmente dispendiosi, i quali gli davano modo di continuare le loro altre attività.

### Bielorussia
Nel 2015 venne introdotta una tassa in Bielorussia, ex paese del blocco sovietico, contro coloro che erano definiti "parassiti sociali". Venivano identificati con questo titolo le persone che lavoravano meno di 183 giorni all'anno, escludendo casalinghe e agricoltori di sussistenza. L'impiego di questa tassa contro il parassitismo è stato sospeso a causa di proteste in numerosi grandi centri urbani.